# Kräcklinge församling
Kräcklinge församling var en församling i Strängnäs stift och i Lekebergs kommun i Örebro län (Närke). Församlingen uppgick 2006 i Edsbergs församling.

## Administrativ historik
Församlingen har medeltida ursprung och utgjorde till 1942 ett eget pastorat. Församlingen var från 1942 till 1962 annexförsamling i pastoratet Hardemo och Kräcklinge för att från 1962 till 2006 vara annexförsamling i pastoratet Edsberg, Hackvad och Kräcklinge som från 1986 även omfattade Tångeråsa församling. Församlingen uppgick 2006 i Edsbergs församling.

## Kyrkor
- Kräcklinge kyrka